# 砂堆
砂堆（さたい）またはデューン（英語: Dune）とは、その波長や波高が水深のスケールに規定される、小規模河床形態（河床波）のひとつである。
砂堆は河川の流れが平均的に常流で、粒子レイノルズ数が約20以上、フルード数がある臨界値以下の場合、河床に形成される。
平均波長は水深の約5倍、波高は水深の10-50%にもなるため、流水抵抗に大きな影響を与える。
形状は非対称であり、緩やかな上流側斜面と下流側の安息角形成が特徴的である。
砂堆上の砂の運動はサルテーション（躍動）が主体である。
また河床波の上流側斜面で侵食、下流側斜面で堆積するため、河床波の形成は緩やかに下流側へ進行する。